# Apia International Sydney 2017 - Qualificazioni singolare maschile
Le qualificazioni del singolare  maschile dell'Apia International Sydney 2017 sono state un torneo di tennis preliminare per accedere alla fase finale della manifestazione. I vincitori dell'ultimo turno sono entrati di diritto nel tabellone principale. In caso di ritiro di uno o più giocatori aventi diritto a questi sono subentrati i lucky loser, ossia i giocatori che hanno perso nell'ultimo turno ma che avevano una classifica più alta rispetto agli altri partecipanti che avevano comunque perso nel turno finale.

## Teste di serie
1. Paul-Henri Mathieu (primo turno, ritirato)
2. Illja Marčenko (primo turno)
3. Gastão Elias (qualificato)
4. Thiago Monteiro (qualificato)

1. Michail Kukuškin (primo turno)
2. Santiago Giraldo (ultimo turno, Lucky loser)
3. Dušan Lajović (primo turno)
4. Nikoloz Basilašvili (ultimo turno, Lucky loser)

## Qualificati
1. Matthew Barton
2. Christopher O'Connell

1. Gastão Elias
2. Thiago Monteiro

### Lucky loser
1. Santiago Giraldo

1. Nikoloz Basilašvili

## Tabellone

### Legenda
| - Q = Qualificato - WC = Wild card - LL = Lucky loser | - ALT = Alternate - SE = Special Exempt - PR = Protected Ranking | - w/o = Walkover - r = Ritirato - d = Squalificato |

### Sezione 1
|  | Primo turno | Primo turno        | Primo turno        | Primo turno | Primo turno |  |  | Ultimo turno    | Ultimo turno    | Ultimo turno    | Ultimo turno | Ultimo turno |  |
|  |             |                    |                    |             |             |  |  |                 |                 |                 |              |              |  |
|  | 1           | Paul-Henri Mathieu | Paul-Henri Mathieu | 2           | r           |  |  |                 |                 |                 |              |              |  |
|  |             | Mathias Bourgue    | Mathias Bourgue    | 0           |             |  |  | Mathias Bourgue | Mathias Bourgue | Mathias Bourgue | 3            | 1            |  |
|  |             | Matthew Barton     | Matthew Barton     | 7           | 7           |  |  | Matthew Barton  | Matthew Barton  | Matthew Barton  | 6            | 6            |  |
|  | 5           | Michail Kukuškin   | Michail Kukuškin   | 62          | 6           |  |  |                 |                 |                 |              |              |  |

### Sezione 2
|  | Primo turno | Primo turno           | Primo turno           | Primo turno | Primo turno |  |  | Ultimo turno | Ultimo turno          | Ultimo turno          | Ultimo turno | Ultimo turno |  |
|  |             |                       |                       |             |             |  |  |              |                       |                       |              |              |  |
|  | 2           | Illja Marčenko        | Illja Marčenko        | 3           | 3           |  |  |              |                       |                       |              |              |  |
|  | WC          | Christopher O'Connell | Christopher O'Connell | 6           | 6           |  |  | WC           | Christopher O'Connell | Christopher O'Connell | 6            | 7            |  |
|  |             | Enrique López Pérez   | Enrique López Pérez   | 6           | 6           |  |  |              | Enrique López Pérez   | Enrique López Pérez   | 3            | 5            |  |
|  | 7           | Dušan Lajović         | Dušan Lajović         | 3           | 4           |  |  |              |                       |                       |              |              |  |

### Sezione 3
|  | Primo turno | Primo turno            | Primo turno            | Primo turno | Primo turno |  |  | Ultimo turno | Ultimo turno        | Ultimo turno        | Ultimo turno | Ultimo turno |  |
|  |             |                        |                        |             |             |  |  |              |                     |                     |              |              |  |
|  | 3           | Gastão Elias           | 6                      | 4           | 6           |  |  |              |                     |                     |              |              |  |
|  |             | Luca Vanni             | 4                      | 6           | 2           |  |  | 3            | Gastão Elias        | Gastão Elias        | 7            | 6            |  |
|  |             | Rogério Dutra da Silva | Rogério Dutra da Silva | 4           | 3           |  |  | 8            | Nikoloz Basilašvili | Nikoloz Basilašvili | 6(1)         | 4            |  |
|  | 8           | Nikoloz Basilašvili    | Nikoloz Basilašvili    | 6           | 6           |  |  |              |                     |                     |              |              |  |

### Sezione 4
|  | Primo turno | Primo turno        | Primo turno        | Primo turno | Primo turno |  |  | Ultimo turno | Ultimo turno     | Ultimo turno     | Ultimo turno | Ultimo turno |  |
|  |             |                    |                    |             |             |  |  |              |                  |                  |              |              |  |
|  | 4           | Thiago Monteiro    | 5                  | 7           | 6           |  |  |              |                  |                  |              |              |  |
|  |             | Thomas Fabbiano    | 7                  | 67          | 3           |  |  | 4            | Thiago Monteiro  | Thiago Monteiro  | 6            | 6            |  |
|  | WC          | Andrew Whittington | Andrew Whittington | 62          | 4           |  |  | 6            | Santiago Giraldo | Santiago Giraldo | 3            | 1            |  |
|  | 6           | Santiago Giraldo   | Santiago Giraldo   | 7           | 6           |  |  |              |                  |                  |              |              |  |